# Василь Погор
Василь Васильович Погор (рум. Vasile V. Pogor, фр. Basile Pogor; 20 серпня 1833, Ясси, Молдова — 20 березня 1906, Ясси, Румунія) — молдовський, пізніше румунський поет, філософ, перекладач і ліберальний консервативний політик, один із засновників літературного товариства «Жунімея». У політиці він був міністром релігійних справ та міністром освіти. Згодом він довгий час був мером міста Ясси.

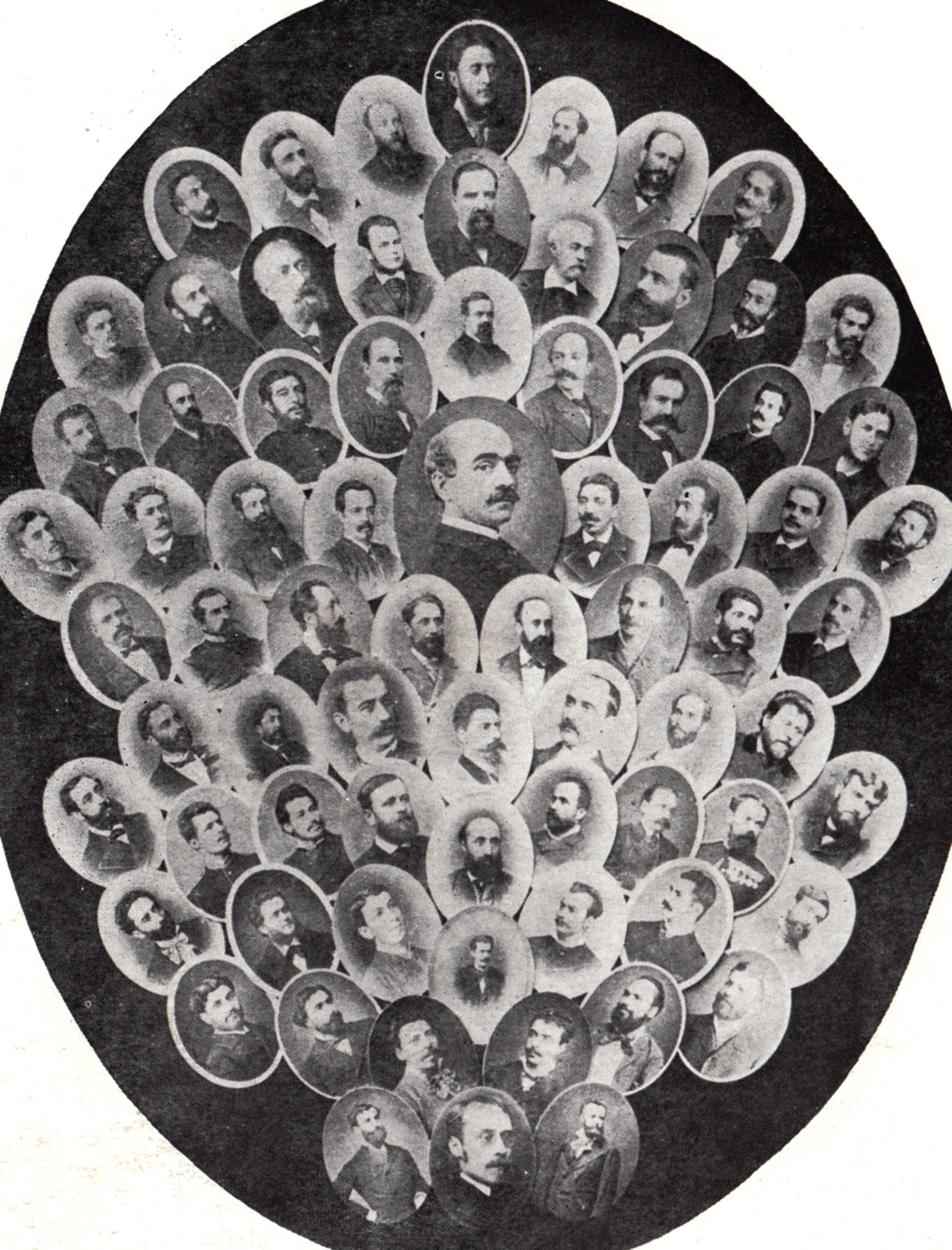
Члени товариства Жунімея. 1883

## Біографія
Василь Погор закінчив юриспруденцію в Паризькому університеті у Франції. Повернувшись до Румунії в 1857 році, він увійшов до судової влади. Консервативний, він був частиною політичної групи, яка виступала проти ліберальної та модернізаційної політики Александру Іоана Кузи.
Після зміни політичного режиму (1866) Василь Погор був призначений префектом Ясського округу та членом Установчих зборів. Він присвятив себе поезії і був одним із засновників літературного товариства «Жунімея». У політиці він був міністром релігійних справ та міністром освіти. Згодом він довгий час був мером міста Ясси.

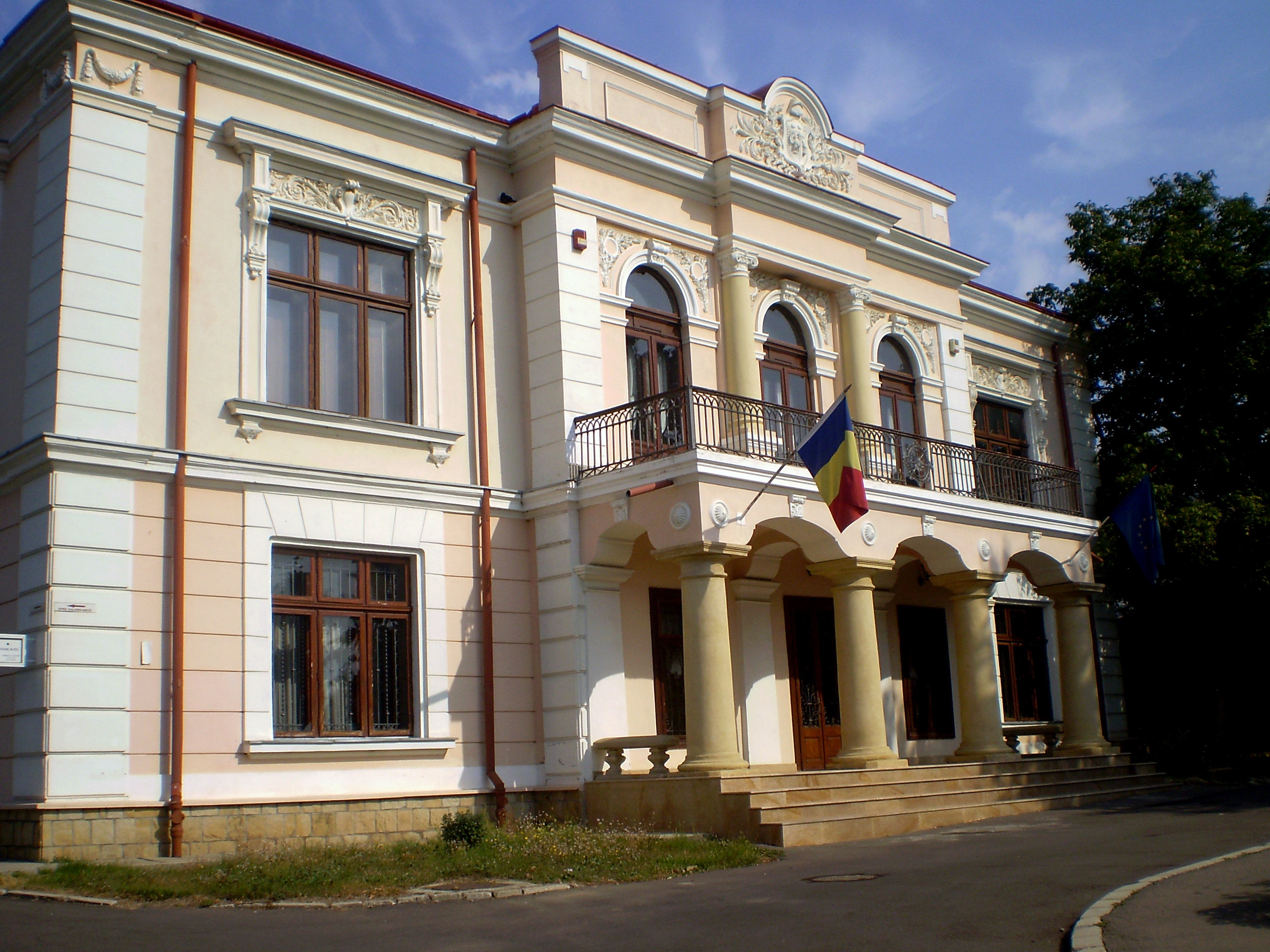
Будинок Погора. Ясси

## Сімейне життя
Одружившись з російською аристократкою Оленою Гартінг, Погор залишив позашлюбного сина Василя Панополя.